# Cantueso

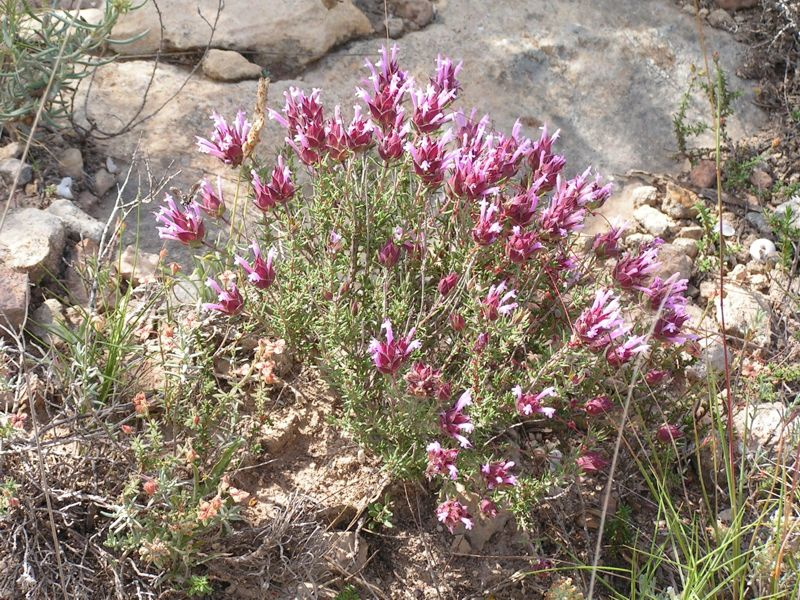
Mateřídouška Thymus moroderi, užívaná pro výrobu likéru

Cantueso je bylinný likér vyráběný ve španělské provincii Alicante.
Získává se destilací květů a stonků mateřídoušky Thymus moroderi a obilného lihu. Cantueso obvykle obsahuje 25 až 35 % alkoholu a 100 g cukru na litr, což mu dodává charakteristickou, velmi sladkou chuť a barvu od průhledné po hnědošedou. Vzhledem k jeho sladké chuti se obvykle pije po jídle jako digestivum a žaludeční tonikum, lze jej využít také k přípravě míchaných drinků.
Při výrobě musí cantueso alespoň dva měsíce ležet, poté zraje v dřevěných sudech po dobu nejméně dvou let. Jeho výroba je regulována označením původu (denominación de origen) "Destiláty z Alicante", stejně jako anýzová paloma, herbero a kávový likér z Alcoy.